# Oued El Khil
Oued El Khil est un village tunisien, situé dans le sud du pays, à quinze kilomètres de Ghomrassen et à une vingtaine de kilomètres de Tataouine.
Le climat y est semi-aride — le Sahara se trouve à une vingtaine de kilomètres — et la pluie y est très rare mais abondante lorsqu'elle fait son apparition. Les températures peuvent atteindre 55 °C durant la journée en été et descendre à 0 °C durant la nuit en hiver.
Une découverte de fossiles de dinosaures a été faite dans le village ainsi qu'au Ksar Hadada.
L'économie locale repose principalement sur la culture des oliviers et l'élevage de chèvres ou d'agneaux. La plupart des habitants n'y vivent plus et n'y reviennent que durant les vacances ; cet exode est causé par un manque d'emplois.